# Mimosa extensissima
Mimosa extensissima är en ärtväxtart som beskrevs av Adolpho Ducke. Mimosa extensissima ingår i släktet mimosor, och familjen ärtväxter. Inga underarter finns listade i Catalogue of Life.